# Ласковый май (фильм)
«Ла́сковый май» — российский фильм-биография 2009 года об известной советской поп-группе «Ласковый май».
Слоганы фильма: «Миллионеры из детдома» и «У них не было детства, они зарабатывали миллионы».

## Сюжет
В 1985 году в СССР стартовала эпоха горбачёвской «перестройки», а год спустя появилась музыкальная группа «Ласковый май». На их концертах были только аншлаги, от неразделённой любви к её участникам совершались самоубийства. Фигура генсека Михаила Горбачёва меркла в лучах славы создателя «Ласкового мая» — Андрея Разина. Случайно сделанная фотография на пляже, где Андрей Разин, будучи ребёнком, запечатлён с семьёй Горбачёвых, перевернула его судьбу, ведь именно с помощью этой фотографии он стал «племянником» Горбачёва.
Он заявил об этом не впрямую — просто намекнул и ему мгновенно поверили. Функционеры всех рангов действовали без промедления — перед ним распахнулись все двери телевидения и радио, советская эстрада легла к его ногам. Разин ездил по всем детским домам СССР в поисках одарённых детей для своих групп-двойников. «Ласковый май» гастролировал одновременно в нескольких городах, давая в день по 5-6 концертов. За все 7 лет существования группы не было ни одного непроданного или сданного билета, каждый пятый житель СССР побывал на их концертах.
Для всех героев фильма «Ласковый май» закончится по-разному. Юные музыканты (а особенно солист Юрий Шатунов) прославятся, Андрей Разин сорвёт самый большой куш в своей жизни, а две несчастные поклонницы группы будут изнасилованы бандитами-рэкетирами и покончат с собой.
Конец 1991 года. Руководство дома культуры, который закрывают в связи с уходом М. С. Горбачёва с поста Президента СССР, идёт на сторону группы и ребята играют финальный отчётный концерт при полном зале. Успех получился ошеломляющим.

## В ролях
- Вячеслав Манучаров — Андрей Разин, продюсер группы «Ласковый май»
- Сергей Романович — Юрий Шатунов, солист группы «Ласковый май»
- Максим Литовченко — Сергей Кузнецов, композитор группы «Ласковый май»
- Кристина Кузнецова — Наташа
- Дмитрий Блохин — председатель колхоза
- Людмила Зайцева — Валентина Михайловна Гостева, приёмная бабушка Андрея Разина[1]
- Иван Агапов — Михаил Сергеевич Горбачёв, генеральный секретарь ЦК КПСС
- Наталия Старых — Раиса Максимовна Горбачёва, жена Михаила Сергеевича Горбачёва
- Раиса Конюхова — Мария Пантелеевна Горбачёва, мать Михаила Сергеевича Горбачёва
- Максим Костромыкин — Максим, друг Андрея Разина
- Марина Орёл — Катенька (прототип — собирательный образ певиц Натальи Гулькиной и Кати Семёновой)
- Раиса Рязанова — Валентина Николаевна Тазекенова, директриса Детского дома
- Пётр Скворцов — Коля
- Екатерина Федулова — Лиля, девушка Андрея Разина (прототип — Ирина Беспалова, первая гражданская жена Разина)
- Василий Белокопытов — начальник охраны
- Виктория Матвеева — мать Серёжи
- Виктор Вержбицкий — директор цирка
- Владимир Стеклов — Александр Никифорович Аксёнов, председатель Гостелерадио
- Иван Шабалтас — прокурор
- Евгений Самарин — ведущий «Голубого огонька»
- Инга Оболдина — учитель-воспитатель группы